# 田中邦卫
田中邦卫（日语：／ Tanaka Kunie，1932年11月23日—2021年3月24日）是一位日本影视演员。

## 生平
出生于岐阜县土岐郡土岐津町（現土岐市），丽泽短期大学毕业。主要影视作品有《來自北國》、《追捕》、《背叛》、《非凡的勇气》、《八墓村》、《新干线大爆破》等。2006年获得旭日章。
田中邦卫在中国大陆广为人知的角色是在《追捕》中的横路进二和《北国之恋》中的黒板五郎。
他也是《海贼王》中的黄猿的人物形象来源。 

## 外部連結
- 田中邦卫在互联网电影资料库（IMDb）上的資料（英文）